# Aeroport de l'illa de Benguerra
L'aeroport de illa de Benguerra (codi IATA: BCW, codi OACI: -) és un aeroport que serveix l'illa de Benguerra, a l'arxipèlag de Bazaruto, dins la província d'Inhambane a Moçambic.